# Wildhaus SG
| SG ist das Kürzel für den Kanton St. Gallen in der Schweiz. Es wird verwendet, um Verwechslungen mit anderen Einträgen des Namens Wildhaus zu vermeiden. |

Wildhaus war bis zum 31. Dezember 2009 eine politische Gemeinde im Obertoggenburg im Kanton St. Gallen in der Schweiz. Auf den 1. Januar 2010 fusionierten die Gemeinden Wildhaus und Alt St. Johann zur neuen Gemeinde Wildhaus-Alt St. Johann.
Mit 9658  hat Wildhaus die höchste Postleitzahl der Schweiz.

## Geographie

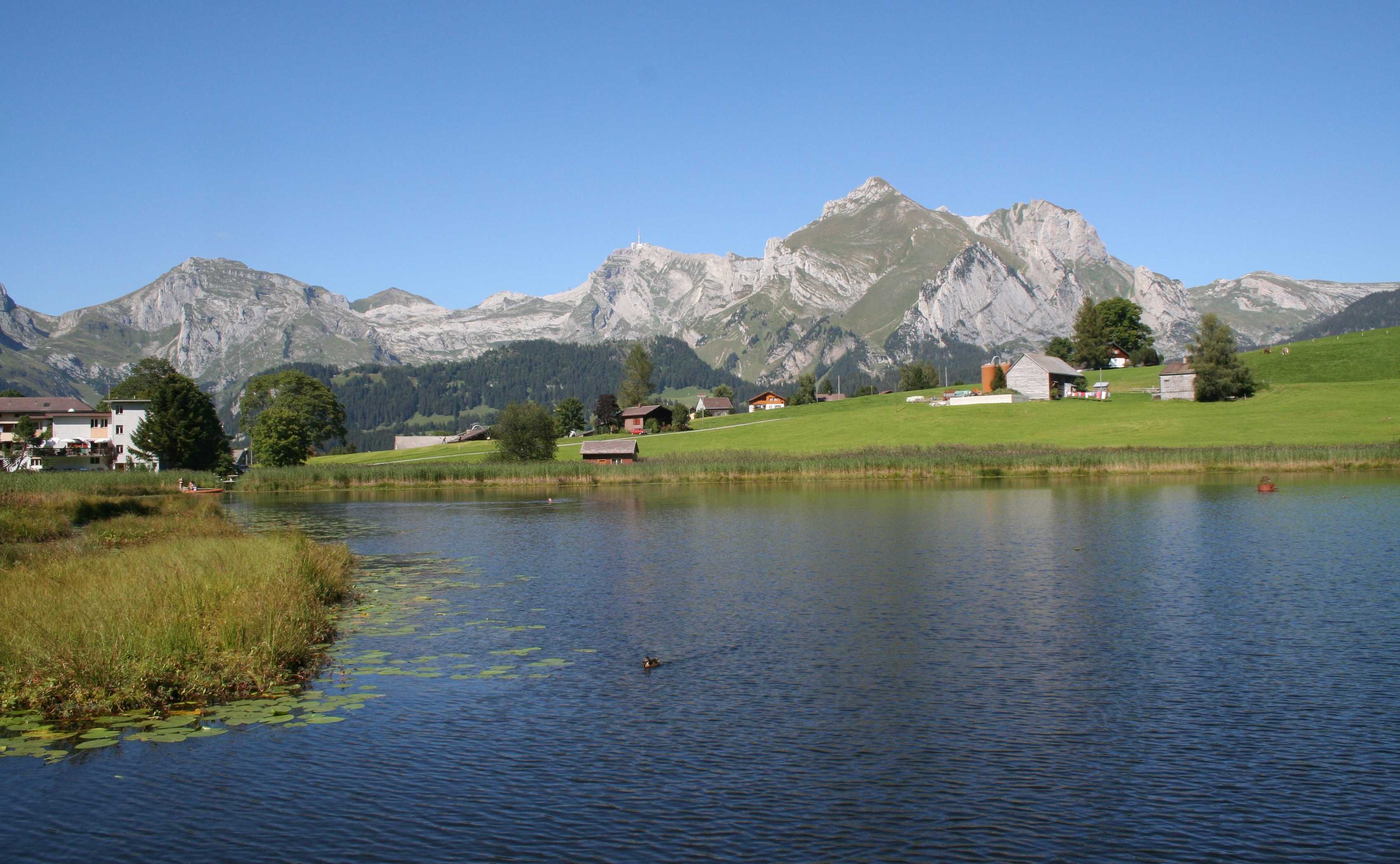
Schwendisee

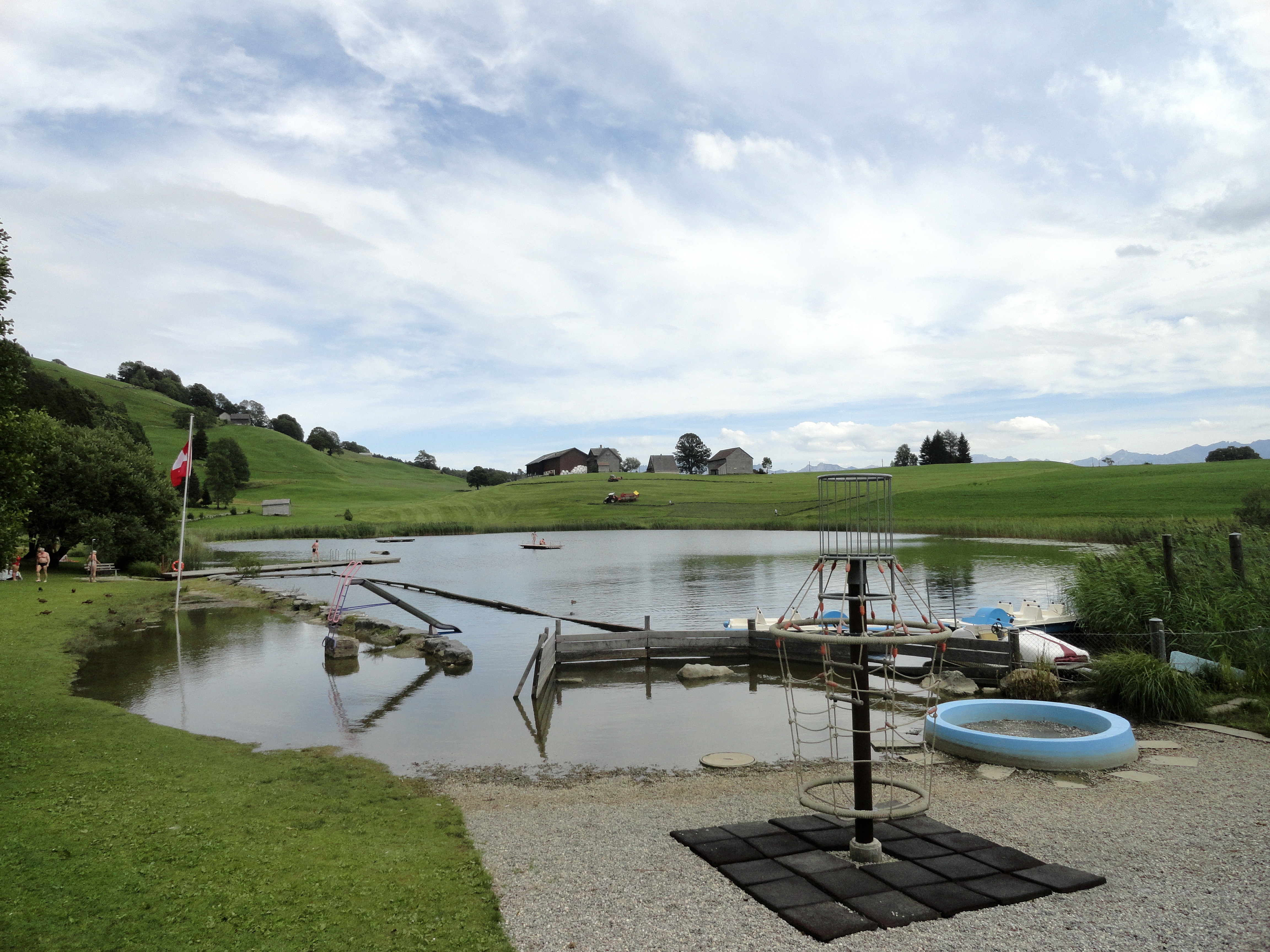
Schönenbodensee

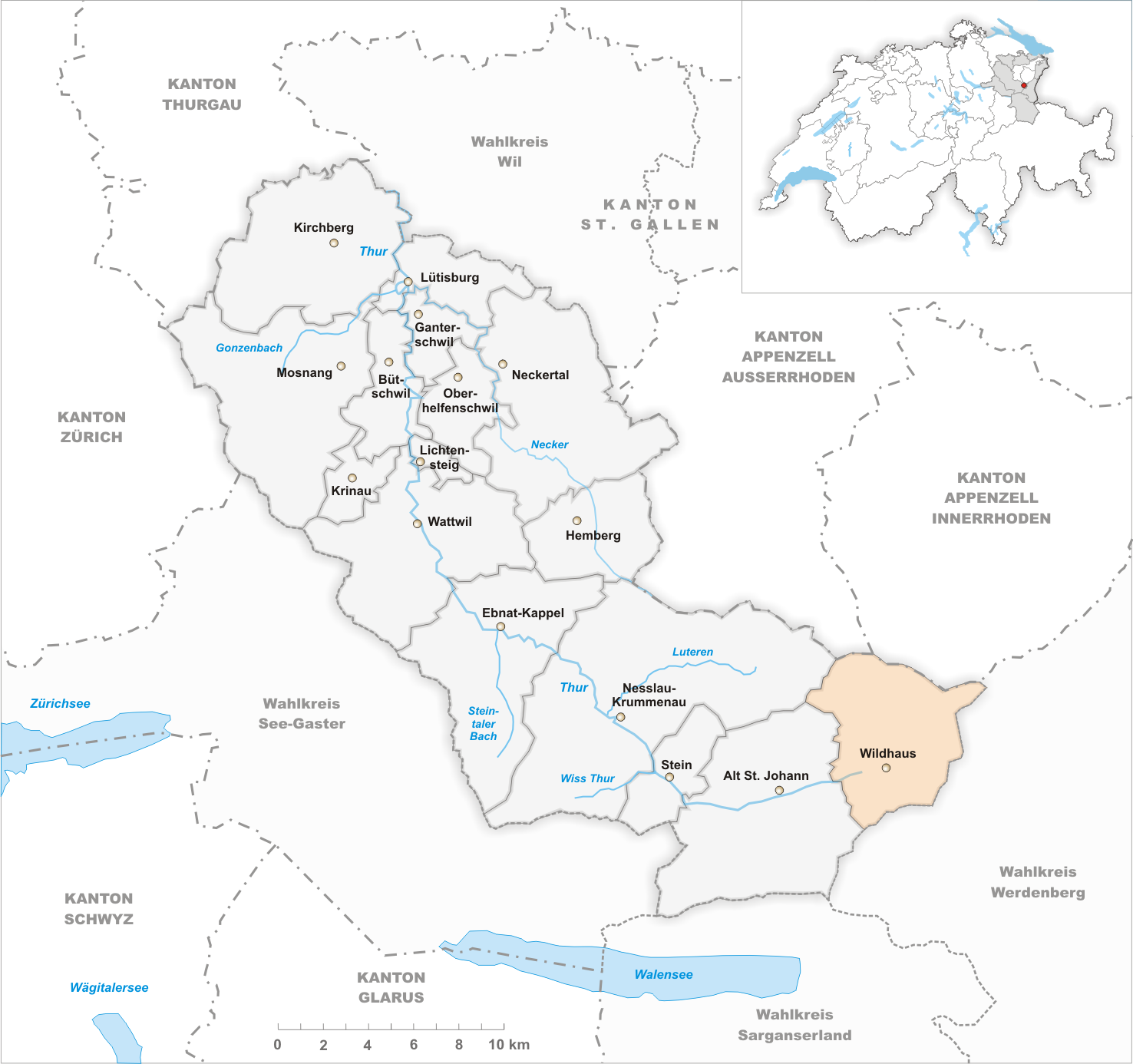
Gemeindestand vor der Fusion im Jahr 2010

Wildhaus war die höchstgelegene Gemeinde des Kantons. Es liegt zwischen dem Säntis- und dem Churfirstenmassiv entlang der Hauptstrasse 16 an einem Passübergang auf 1095 m Höhe an der Strasse von Gams im Rheintal nach Unterwasser und Wattwil im Toggenburg. Die Gemeinde hatte eine Fläche von 3460 ha und rund 1200 Einwohner.
Ihr Gebiet erstreckte sich im Norden von der Grenze zu den Kantonen Appenzell Innerrhoden und Appenzell Ausserrhoden zu den Gipfeln des Säntis (2502 m ü. M.) und des Altmann (2435 m ü. M.) und im Süden über das Thurtal bis zum Gamserrugg (2076 m ü. M.) in der Churfirstenkette. Wildhaus besteht aus dem gleichnamigen Dorf, den Ortsteilen Lisighaus und Schönenboden sowie den Gebieten Oberdorf und Schwendi.
In Wildhaus fällt eine sehr starke Zersiedelung auf: Insbesondere in Richtung Unterwasser entstanden in den letzten Jahren Quartiere wie Lee oder Befang, welche mehrere Kilometer vom Dorfzentrum entfernt liegen. Viele dieser neuen Quartiere bestehen mehrheitlich aus Zweitwohnungen. Wildhaus weist im Kanton St. Gallen den höchsten Anteil an Zweitwohnungen auf, er beträgt weit über 50 %.
Die höchste Erhebung in Wildhaus ist der Säntis (2502 m). Ein Dreikantonseck zu den Kantonen Appenzell Ausserrhoden und Appenzell Innerrhoden findet sich auf dem Gipfel des Säntis.
Die im Quellgebiet der Wildhuser Thur gelegene Moorlandschaft Munzenriet steht seit 1991 unter Schutz.

## Geschichte
In spätrömischer Zeit wurden die Alpen von Romanen aus dem Rheintal bewirtschaftet. 1313 kauften die Grafen von Toggenburg die von den Freiherren von Sax erbaute Wildenburg. Weitere Besitzungen zwischen dem Simmitobel und Starkenbach gelangten 1320 und 1329 zu den Toggenburgern. Wildhaus gehörte zum Gericht Werdenberg. 1334 wurde der Ort als Wildenhuss urkundlich erwähnt.
Der Name Wildhaus leitet sich von der Wildenburg ab, die s’Wild Huus genannt wurde. Ab 1439 besass Wildhaus das Recht zur Wahl des Ammanns und des Gerichts. 1468 erwarb der Abt von St. Gallen die Grafschaft Toggenburg. 1803 wurde Wildhaus eine politische Gemeinde des Kantons St. Gallen.

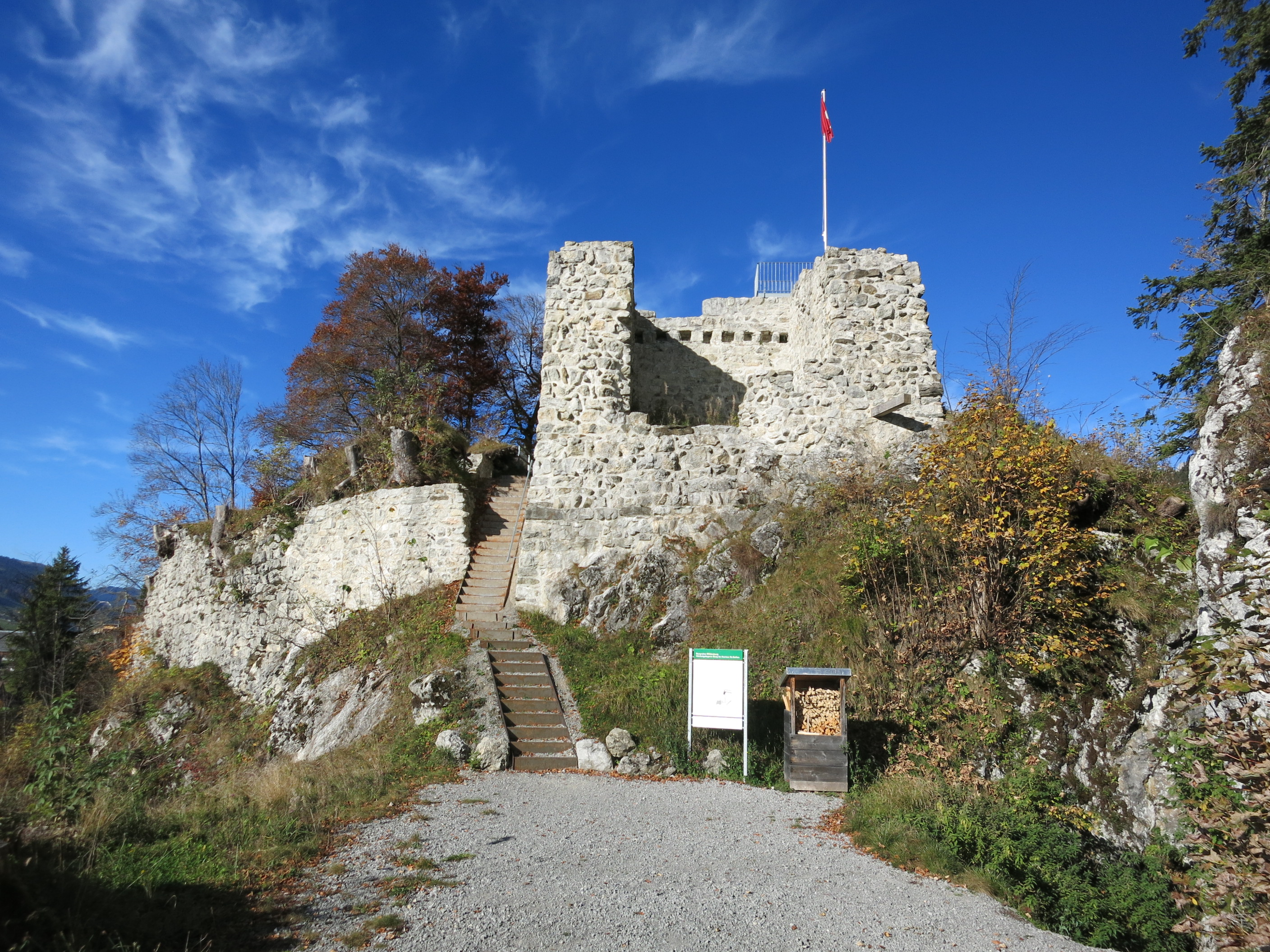
Wildenburg

In der Wildenburg ist 1381 eine Kapelle belegt. Bis 1484 gehörte Wildhaus zur Pfarrei Gams, 1524 öffnete es sich dem reformierten Glauben. 1595 erfolgte die Wiedereinführung des katholischen Gottesdienstes. Bis 1776 wurde die Kirche paritätisch genutzt. 1777 wurde die nach Plänen von Johann Ferdinand Beer im Barockstil erbaute katholische Kirche geweiht. Ein evangelischer Schulfonds wurde 1752 geschaffen. Die Schulhäuser befanden sich im Dorf, in Lisighaus, im Schönenboden und zeitweise in der Schwendi. Ab 1759 gab es im Dorf auch eine katholische Schule. Die Realschule in Lisighaus wurde 1876 eingerichtet.
Der Bau der Karrenstrasse nach Gams erfolgte 1830. Ab 1860 entwickelte sich Wildhaus zu einem Molkenkurort. 1937 wurde die Schlittenseilbahn Wildhaus–Oberdorf eröffnet, 1945 nahm der Sessellift Oberdorf–Gamsalp den Betrieb auf. Weitere Sesselbahnen und Skiliftanlagen folgten. Im Hotel- und Kongresszentrum Wildhaus waren 2012 15 Hotels in Betrieb. Neben dem Tourismus bilden Alp-, Weide- und Forstwirtschaft die wirtschaftlichen Schwerpunkte. Das 1449 erbaute Geburtshaus des Reformators Huldrych Zwingli zählt zu den ältesten Holzhäusern der Schweiz. Die während des Zweiten Weltkriegs von der Grenzbrigade 8 östlich des Dorfzentrums entlang des Simmibaches errichtete Sperrstelle Wildhaus wurde inzwischen aufgehoben. 

## Bevölkerung
| Bevölkerungsentwicklung Wildhaus | Bevölkerungsentwicklung Wildhaus | Bevölkerungsentwicklung Wildhaus | Bevölkerungsentwicklung Wildhaus | Bevölkerungsentwicklung Wildhaus | Bevölkerungsentwicklung Wildhaus | Bevölkerungsentwicklung Wildhaus |
| -------------------------------- | -------------------------------- | -------------------------------- | -------------------------------- | -------------------------------- | -------------------------------- | -------------------------------- |
| Jahr                             | 1827                             | 1850                             | 1900                             | 1950                             | 2000                             | 2009                             |
| Einwohner                        | 1111                             | 1163                             | 1097                             | 1160                             | 1260                             | 1205                             |
| Quelle                           | [ 1 ]                            | [ 1 ]                            | [ 1 ]                            | [ 1 ]                            | [ 1 ]                            |                                  |

## Wappen
Bis 1939 hatte Wildhaus kein Wappen. Für die Schweizerische Landesausstellung 1939 mussten alle Schweizer Gemeinden ein Wappen bereithalten. Der St. Galler Grafiker Willy Baur gestaltete das heutige Wappen mit dem Steinbock im Auftrag der Kantonalen Wappenkommission St. Gallen.

## Tourismus und Verkehr
Wildhaus ist sowohl ein Sommer- als auch Wintersportort. Drei Sesselbahnen und mehrere Skilifte führen auf die Freienalp, die Gamsalp und den Gamserrugg. Das Skigebiet Obertoggenburg an den Churfirsten, das Wildhaus zusammen mit Unterwasser und Alt St. Johann zusammen betrieb, ist wegen des «Bergbahnstreits» seit 2019 getrennt.
Wildhaus liegt an der Hauptstrasse 16 Wil–Wildhaus–Buchs und wird im öffentlichen Verkehr im Halbstundentakt von der Postautolinie  Nesslau–Wildhaus–Buchs bedient.
In Wildhaus beginnt der 87 Kilometer lange Toggenburger Höhenweg. Er führt in fünf Etappen über Arvenbüel, Atzmännig und Mühlrüti nach Wil. Der 60 Kilometer lange Thurweg startet ebenfalls in Wildhaus und führt entlang der Thur nach Wil. Am Gamserrugg gibt es einen 5 km langen Geologischen Rundweg.

## Sehenswürdigkeiten, Kultur und Natur

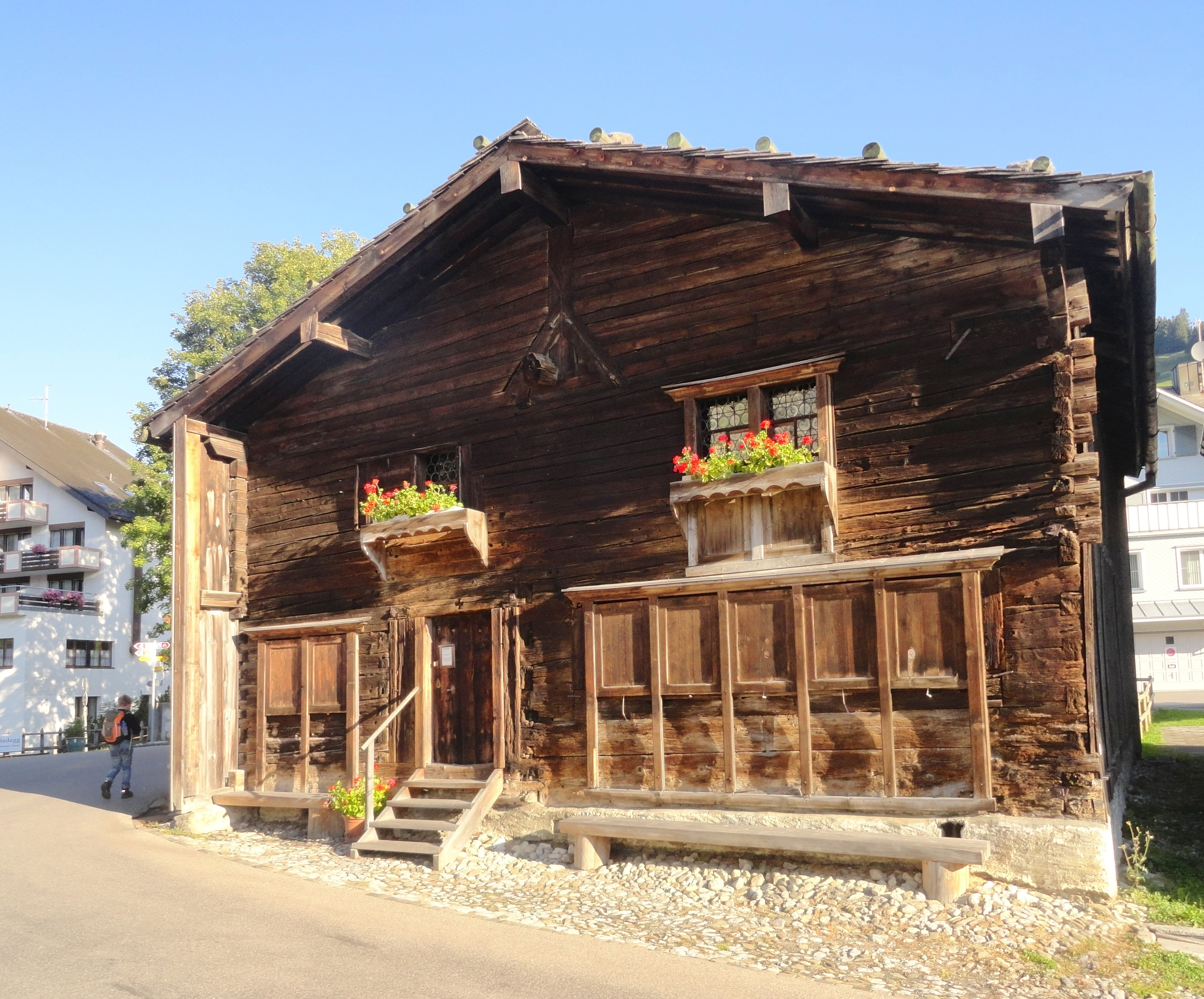
Zwinglis Geburtshaus

- Das Geburtshaus des 1484 geborenen Reformators Huldrych Zwingli ist heute als Museum eingerichtet. Der Zwingli-Gedenkstein bei der Postautostation Lisighaus wurde vom Berner Bildhauer Karl Hänny nach dem bekannten Bildnis des Malers Hans Asper geschaffen. Die Anlage wurde 1951 nach Plänen des Winterthurer Architekten Edwin Bosshard erstellt.[7] Wildhaus ist einer der zehn Schweizer Orte, die  vom Evangelischen Kirchenbund 2017 das Etikett «Reformationsstadt» erhielten.[8]

- Südlich oberhalb von Wildhaus liegt in einem Naturschutzgebiet der Schwendisee, an dem es eine Badestelle gibt. Ein weiterer See ist der Schönenbodensee mit seinem Abfluss, der Simmi, östlich des Dorfes und einem kleinen Strandbad. Südlich der Strasse zum Schönenbodensee liegt der Burghügel mit den Ruinen der Wildenburg.

- Von 1939 bis 1949 verfügte Wildhaus über ein spezielles Transportmittel für Wintersportler: Es war die als «Funi» (Kurzform von französisch Funiculaire) bezeichnete Schlittenseilbahn. Wie bei einer Standseilbahn fuhren zwei mit Kufen besetzte Schlitten gegenläufig auf dem Schnee hinauf und hinunter.

## Persönlichkeiten
- Huldrych Zwingli (1484–1531), erster Zürcher Reformator
- Heinrich Ammann (Orgelbauer) (1763–1836), Hausorgelbauer
- Johann Jakob Rütlinger (1790–1856), Lehrer, Schriftsteller und Auswanderer in die USA
- Ida Lehner (1873–1933), Arbeiterinnensekretärin
- Willi Forrer (* 1935), Skirennfahrer
- Anton Näf (* 1946), Germanist, Sprachwissenschaftler und Hochschullehrer
- Walter Steiner (* 1951), Skispringer, Skiflug-Weltmeister 1972 und 1977
- Karl Alpiger (* 1961), Skirennfahrer